# Ángelo Henríquez
 Ángelo José Henríquez Iturra  (phát âm tiếng Tây Ban Nha: [ˈaŋxelo enˈrikes]; sinh ngày 13 tháng 4 năm 1994) là cầu thủ bóng đá người Chile thi đấu ở vị trí Tiền đạo cho câu lạc bộ Dinamo Zagreb
Henríquez bắt đầu thi đấu cho Đội tuyển quốc gia Chile từ năm 2012, và có mặt trong thành phần đội tuyển giành chức vô địch Copa América 2015 và Copa América Centenario 2016

## Sự nghiệp câu lạc bộ

### Đội trẻ
Henríquez bắt đầu sự nghiệp bóng đá ở tuổi 13, khi gia nhập đội trẻ của câu lạc bộ Club Universidad de Chile ở tuổi 13. Năm 2009, Henríquez tới thử việc ở Manchester United, và sau đó câu lạc bộ này có quyền ký hợp đồng với Henríquez vào bất kì thời điểm nào cho tới năm 2014 với mức phí 4 triệu €

### Universidad de Chile
Henríquez ra mắt Universidad de Chile trong trận đấu với Unión San Felipe tại Copa Chile vào ngày 27 tháng 6 năm 2011. Cùng năm đó, Henríquez giành chức vô địch đầu tiên trong sự nghiệp, Copa Surdamericana 

Sau khi Gustavo Canales sang Đại Liên, Henríquez bắt đầu được huấn luyện viên Jorge Sampaolí sử dụng nhiều trong đội hình xuất phát. Ngày 28 tháng 2 năm 2012, Henríquez ghi 2 bàn trong chiến thắng 4-1 trước Cobreloa, đây là những bàn thắng đầu tiên của Henríquez tại Chilean Primera División

### Manchester United
Ngày 21 tháng 8 năm 2012, Henríquez trở thành cầu thủ của Manchester United . Tại đây Henríquez mặc chiếc áo số 21. Tuy nhiên cho tới nay Henríquez vẫn chưa từng thi đấu cho đội một của Manchester United

### Wigan Athletic (mượn)
Ngày 2 tháng 1 năm 2013, Henríquez tới Wigan Athletic theo một bản hợp đồng cho mượn kéo dài tới hết mùa giải 2012-13. Tại Wigan, Henríquez mặc chiếc áo số 11. Henríquez có trận đấu đầu tiên với Wigan vào ngày 5 tháng một trong trận hòa Bournemouth 1-1 tại vòng 3 Cúp FA. Ngày 11 tháng 5, Henríquez cùng Wigan đánh bại Manchester City 1-0 trên sân vận động Wembley để giành chức vô địch Cúp FA

### Real Zaragoza (mượn)
Ngày 28 tháng 8 nắm 1013, Henríquez tới Real Zaragoza theo một bản hợp đồng cho mượn kéo dài 1 năm 

### Dinamo Zagreb

#### Cho mượn
Ngày 11 tháng 8 năm 2014, Henríquez chuyển sang thi đấu cho Dinamo Zagreb theo một bản hợp đồng cho mượn kéo dài 1 năm từ Manchester United. Tại đây, Henríquez mặc chiếc áo số 9. Henríquez ra sân trận đầu tiên 4 ngày sau đó trong trận đấu với RNK Split. Anh ghi bàn đầu tiên vào ngày 31 tháng 8 trong trận thắng của DInamo Zagreb trước HNK Hajduk Split

#### Chuyển nhượng
Ngày 6 tháng 7 năm 2015, Henríquez chính thức chuyển đến Dinamo Zagreb từ Manchester United với mức phí không được tiết lộ.

## Sự nghiệp đội tuyển quốc gia
Henríquez chơi trận đầu tiên cho đội tuyển quốc gia vào ngày 14 tháng 11 năm 2012, khi anh vào thay Alexis Sánchez bị chấn thương và ghi bàn sau đó trong trận thua Serbia 3-1
Năm 2015, Henríquez đã cùng đội tuyển Chile giành chức vô địch Copa América 2015

## Thống kê sự nghiệp

### Câu lạc bộ
Tính đến 16 tháng 12 năm 2017
| Câu lạc bộ                | Mùa giải            | Giải vô địch | Giải vô địch | Cúp quốc gia | Cúp quốc gia | Cúp liên đoàn | Cúp liên đoàn | Cúp châu lục | Cúp châu lục | Tổng cộng | Tổng cộng |
| Câu lạc bộ                | Mùa giải            | Số trận      | Số bàn       | Số trận      | Số bàn       | Số trận       | Số bàn        | Số trận      | Số bàn       | Số trận   | Số bàn    |
| ------------------------- | ------------------- | ------------ | ------------ | ------------ | ------------ | ------------- | ------------- | ------------ | ------------ | --------- | --------- |
| Club Universidad de Chile | 2011                | 0            | 0            | 1            | 0            | –             | –             | 0            | 0            | 1         | 0         |
| Club Universidad de Chile | 2012                | 17           | 11           | 0            | 0            | –             | –             | 10           | 4            | 27        | 15        |
| Club Universidad de Chile | Tổng cộng           | 17           | 11           | 1            | 0            | –             | –             | 10           | 4            | 28        | 15        |
| Manchester United         | 2012-13             | 0            | 0            | 0            | 0            | 0             | 0             | 0            | 0            | 0         | 0         |
| Manchester United         | 2013-14             | 0            | 0            | 0            | 0            | 0             | 0             | 0            | 0            | 0         | 0         |
| Manchester United         | 2014-15             | 0            | 0            | 0            | 0            | 0             | 0             | 0            | 0            | 0         | 0         |
| Manchester United         | Tổng cộng           | 0            | 0            | 0            | 0            | 0             | 0             | 0            | 0            | 0         | 0         |
| Wigan Athletic (mượn)     | 2012-13             | 4            | 1            | 4            | 0            | –             | –             | –            | –            | 8         | 1         |
| Real Zaragoza (mượn)      | 2013-14             | 25           | 6            | 0            | 0            | –             | –             | –            | –            | 25        | 6         |
| Dinamo Zagreb (mượn)      | 2014-15             | 25           | 21           | 6            | 6            | –             | –             | 6            | 3            | 37        | 30        |
| Dinamo Zagreb             | 2015-16             | 27           | 8            | 4            | 1            | –             | –             | 8            | 2            | 39        | 11        |
| Dinamo Zagreb             | 2016-17             | 20           | 1            | 4            | 1            | –             | –             | 6            | 0            | 30        | 2         |
| Dinamo Zagreb             | 2017–18             | 18           | 5            | 2            | 3            | –             | –             | 3            | 1            | 23        | 9         |
| Tổng cộng                 | Tổng cộng           | 90           | 35           | 16           | 11           | –             | –             | 23           | 6            | 129       | 52        |
| Tổng cộng sự nghiệp       | Tổng cộng sự nghiệp | 136          | 53           | 21           | 11           | 0             | 0             | 33           | 10           | 190       | 74        |

### Đội tuyển quốc gia
Tính tới 26 tháng 3 năm 2021
| Đội tuyển quốc gia Chile | Đội tuyển quốc gia Chile | Đội tuyển quốc gia Chile |
| Năm                      | Số trận                  | Số bàn                   |
| ------------------------ | ------------------------ | ------------------------ |
| 2012                     | 1                        | 1                        |
| 2013                     | 2                        | 1                        |
| 2014                     | 2                        | 0                        |
| 2015                     | 4                        | 0                        |
| 2017                     | 1                        | 0                        |
| 2018                     | 2                        | 0                        |
| 2021                     | 1                        | 0                        |
| Tổng cộng                | 13                       | 2                        |

### Bàn thắng quốc tế
Scores and results list Chile's goal tally first.
| #  | Ngày                 | Địa điểm                                  | Đối thủ | Bàn thắng | Kết quả | Giải đấu |
| -- | -------------------- | ----------------------------------------- | ------- | --------- | ------- | -------- |
| 1. | 14 tháng 11 năm 2012 | AFG Arena, St. Gallen, Thụy Sĩ            | Serbia  | 1–3       | 1–3     | Giao hữu |
| 2. | 14 tháng 8 năm 2013  | Sân vận động Parken, Copenhagen, Đan Mạch | Iraq    | 6–0       | 6–0     | Giao hữu |

## Danh hiệu

### Câu lạc bộ

#### Universidad de Chile
- Copa Sudamericana (1): 2011

#### Wigan Athletic
- Cúp FA (1): 2012-2013

#### Dinamo Zagreb
- Hạng nhất Croatia (1): 2014-2015
- Cúp quốc gia Croatia (1): 2014-2015

### Đội tuyển quốc gia
- Copa America(2): 2015, 2016

## Cuộc sống cá nhân
Anh trai của Ángelo Henríquez, César Henríquez, cũng là một cầu thủ bóng đá, hiện đang chơi cho câu lạc bộ Club Deportivo Palestino của Chile